# Corné Krige
Cornelius Petrus Johannes Krige (Lusaka, 21 de marzo de 1975) es un exrugbista sudafricano nacido en Zambia, que se desempeñaba como ala. Fue internacional con los Springboks de 1999 a 2003.
El periódico británico The Guardian lo nombró el jugador de rugby más innoble, por su agresivo, sucio y bestial juego; sobre todo por la derrota sudafricana 53–3 ante el XV de la Rosa en noviembre de 2002 y el hecho de que su cruel juego además le valió la retirada en el Súper Rugby por dar un cabezazo.

## Carrera
Debutó en la Currie Cup 1996 jugando para Western Province, combinado al que representó hasta la Premier Division 2002 y con quienes ganó tres campeonatos. Su final se debió a las constantes lesiones que le impedían mantener un compromiso físico largo.
En 2006 representó por última vez a Western Province, saliendo de su retiro, contra World XV y fue el capitán. En un partido de entrenamiento de la selección mundial, que ese año jugó contra Sudáfrica.

### Súper Rugby
Fue contratado por los Stormers, una de las franquicias sudafricanas del Súper Rugby y debutó en la edición 1998. En su segundo campeonato se lesionó gravemente la rodilla y su carrera estuvo en peligro, sin embargo se recuperó pero en julio volvió a lesionarse y se perdió el resto de la temporada.
Durante el Súper Rugby 2004 le dio un cabezazo al neozelandés Derek Maisey y fue suspendido por dos meses, los suficientes para privarlo del torneo. Este suceso lo decidió a dejar el hemisferio sur, tras siete temporadas con los Stormers.

### Europa
Rápidamente fue contratado por los Northampton Saints, equipo importante en competiciones internacionales pero poco exitoso en la Premiership Rugby Cup, con quienes Krige acordó jugar una temporada. Cumplido su contrato y afectado por las reiteradas lesiones a la rodilla, terminó su carrera a los 30 años.

## Selección nacional
Nick Mallett lo convocó a los Sprigboks por primera vez en junio de 1999 para enfrentar a la Azzuri y lo nombró capitán. Se lesionó la rodilla dos semanas después y por tal motivo se perdió el mundial de Gales 1999.
Desde 2002 fue el capitán hasta su último partido; en noviembre de 2003 contra los All Blacks. En total disputó 39 partidos, 18 como capitán y marcó 10 puntos, productos de dos tries.

### Participaciones en Copas del Mundo
Rudolf Straeuli lo nombró capitán para disputar Australia 2003 y tras la eliminación ante los All Blacks se retiró del seleccionado. Explicó que por causa de la rodilla, no podía continuar físicamente el compromiso de los Sprigboks.
| Mundial                       | Sede      | Resultado        | PJ | Tries |
| ----------------------------- | --------- | ---------------- | -- | ----- |
| Copa Mundial de Rugby de 2003 | Australia | Cuartos de final | 3  | 0     |

## Estilo de juego
Destacó por su agresivo juego, entrega hacia el equipo, intrepidez con el balón y liderazgo, motivo por el cual lo apodaban Capitán coraje y fue capitán en todos los equipos que jugó.
Se le criticó su falta de autocontrol y sensatez en situaciones adversas y riñas. Como cuando Inglaterra le dio a los Springboks la peor derrota de su historia (53–3); una Sudáfrica cada vez más frustrada comenzó a atacar a los jugadores ingleses con golpes tardíos y tackles sin pelota, siendo Krige el más impetuoso. Más tarde admitió en su autobiografía que había perdido el control, ya que su país jugó el infame partido tras dos derrotas.

## Palmarés
- Campeón de la Currie Cup de 1997, 2000 y 2001.